# Ингрид Марц
Ингрид Марц де ла Вега (на испански: Ingrid Martz de la Vega) е мексиканска актриса.

## Биография и актьорска кариера
Родена е на 17 септември 1979 г. в град Мексико. Учи актьорско майсторство в школата на Телевиса – El Centro de Capacitación Artística de Televisa (CEA).
Участва в теленовели като Лус Кларита (1996), Мария Исабел (1997), Здраве, пари и любов(1997), Скъпоценна (1998), Измамени жени (1999), Ангелско личице (2000), Право на раждане (2001), Играта на живота (2001), Истинска любов (2003), Моята любов, моя грях (2004) и др. По известна e в България с участията си в продукции, като Руби (2004), Буря в рая (2007) и Необуздано сърце (2013).
Преди теленовелите, Ингрид се снима в киното и музикални видеоклипове.
Възхищава се на актьори, като Брад Пит, Игнасио Лопес Тарсо и Диана Брачо. Актрисата заявява, че не би сe пробвала като певица никога, макар и да е имала такива предложения.

## Филмография

### Теленовели и сериали
- Глория Треви: Те са мен (2023) – Глория Руис (млада)
- Да преодолееш вината (2023) – Кармина
- Моят път е да те обичам (2022-2023) – Мартина
- Три семейства (2017-2018) – Бела Баросо
- По-скоро мъртва, отколкото Личита (2015) – Лусиана
- Толкова богати бедняци (2013-2014) – Минерва Фонтанет Бланко
- Необуздано сърце (2013) – Дорис Монтенегро
- Лишена от любов (2011) – Дани
- Сакатийо (2010) – Карла Абреу/Сара Вийегас
- Жени убийци (Mujeres asesinas) (2010)
- Tiempo final (2010) – Адриана
- Буря в рая (2007) – Карина Росемберг/Сиренита/Валерия Рос
- Ранени души (2006) – Рената Сан Йоренте де Арагон
- Пабло и Андреа (2005) – Алма
- Vecinos (2005) – Саманта Рохас
- Руби (2004) – Лорена Тревиньо
- Любовта ми е моят грях (2004) – Рената
- Истинска любов (2003) – Пилар
- Играта на живота (2001) – Джина Гусман
- Право на раждане (2001) – Леонор Кастро
- Mujer, casos de la vida real (2001)
- Ангелско личице (2000) – Доменика Роси
- Коледна песен (1999) – Гостенка
- Измамени жени (1999) – Адриана
- Скъпоценна (1998) – Сан Алма
- Мария Исабел (1997)
- Здраве, пари и любов (1997) – Ингрид Сандовал
- Ничия любов (1999)

### Филми
- Asi del precipio (2006) – Хана
- RBD:La familia (2006) – Тилде
- La segunda noche (1999)
- Inesperado Amor (1999)